# Filip Hristić
Pour les articles homonymes, voir Hristić.
Filip Hristić (en serbe cyrillique : Филип Христић ; né le 27 mars 1819 à Belgrade et mort le 11 février 1905 à Menton) était un juriste, un diplomate et un homme politique serbe. Il fut représentant du Prince à un moment où la Serbie était une principauté autonome à l’intérieur de l’Empire ottoman.

## Biographie
Filip Hristić suivit des études de droit à Paris ; il y obtint un doctorat.
Il entra ensuite au service du gouvernement en tant que membre de la Commission du Danube et membre du Conseil. De 1858 à 1860, il fut le secrétaire particulier du prince Miloš Ier Obrenović qui était revenu d'exil. 
Du 8 novembre 1860 au 21 octobre 1861, il fut le représentant du prince, l’équivalent d’un Premier ministre. Il exerça en même temps la fonction de ministre des Affaires étrangères.
Après le bombardement des villes serbes par les Turcs en 1867, il fut envoyé en mission à Londres par le prince Michel III Obrenović. Puis, à partir de 1873, il représenta la Serbie à İstanbul. De novembre 1873 à décembre 1874, Filip Hristić fut ministre de l’Éducation du prince Milan IV Obrenović. Puis, en 1877, il représenta son pays dans les négociations de paix avec la Sublime Porte. Ces négociations devaient aboutir à l’indépendance de la Serbie. De 1878 à 1883, il représenta la Serbie à İstanbul, à Vienne et à Londres. 
De 1885 à 1889, Filip Hristić fut le premier gouverneur de la Banque nationale du royaume de Serbie. 